# Krigsmaskin

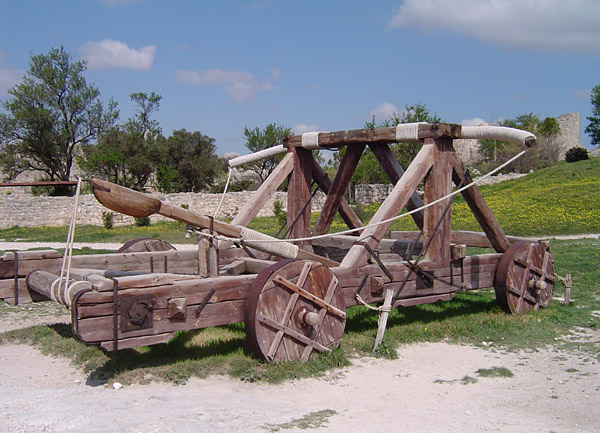
Replika av en katapult

Med krigsmaskiner menas oftast olika mekaniska konstruktioner som under antiken och medeltiden användes på slagfält och vid belägringar för att orsaka förödelse på motståndarsidan genom att slunga stenar eller skäktor mot fienden. Den mekaniska kraften för att slunga iväg projektilen åstadkoms med hjälp av till exempel spänning i kraftiga bågar (katapulter, ballista), motvikter (trebucheter) eller torsionsspänning i tvinnade rep (onager). Även andra sorters krigsmaskiner fanns, till exempel berättas det att Arkimedes konstruerade en slags lyftanordning för att välta de romerska skepp som anföll hans hemstad Syrakusa. Krigsmaskiner av dessa typer förlorade sin betydelse i och med att olika typer av artilleri förfinades.